# Jiangying
Jiangying är en köping i sydöstra Kina. Den ligger i Yangshan härad i staden Qingyuan i provinsen Guangdong, omkring 160 kilometer norr om provinshuvudstaden Guangzhou. Antalet invånare är 21 204. Befolkningen består av 10 929 kvinnor och 10 275 män. Barn under 15 år utgör 27,0 %, vuxna 15-64 år 59 %, och äldre över 65 år 12,0 %.